# بالليل (سيئون)
'

تعديل مصدري - تعديل

بالليل هي إحدى قرى عزلة سيئون بمديرية سيئون التابعة لمحافظة حضرموت، بلغ تعداد سكانها 120 نسمة حسب تعداد اليمن لعام 2004.